# 林樹山
林樹山（1958年12月1日—），臺灣雲林縣人，教育工作者、政治人物，民主進步黨籍。原為小學教師，從政後歷任國民大會代表、立法委員、雲林縣政府行政處處長等職，曾代表民進黨參選雲林縣縣長未當選，也當過電台主持人。淡出政壇後從事公益，推廣國樂。
林樹山在民主進步黨內，隸屬新潮流派系。因為批評黨籍總統陳水扁，被列入「十一寇」。

## 個人
林樹山戶籍登記出生於1958年12月1日，為臺灣雲林縣臺西鄉蚊港村出身，後定居雲林縣虎尾鎮。早年家貧，相較同年學童晚一年才能入學，就讀雲林縣臺西鄉新興國民小學、雲林縣立臺西國民中學、臺灣省立嘉義師範專科學校（後來的國立嘉義大學）音樂組、東海大學法律班第1期與地政班第19期、國立高雄師範大學國文學系研究所。畢業後擔任小學教師，曾經是雲林縣臺西鄉崙豐國民小學教師，也擔任過雲林縣麥寮鄉麥寮國民小學海豐分校的分校主任，教學年資計23年。
林樹山對國樂極有興趣，自言就讀師範學校時在國樂社學習國樂經驗，對其人生方向與理想有深刻影響。早年任教崙豐國民小學時，就在校內成立、指導國樂社團。卸任立委後，多次在雲林辦國樂夏令營，亦赴母校新興國民小學成立國樂社團，希望藉藝術推廣，打破臺西鄉「流氓故鄉」的汙名。後來，也再次回到崙豐國民小學指導國樂社團。
林樹山的家族中，也有多人從政：兄長林樹全，曾任教育部中部辦公室主任，立法院、臺灣省議會職員，也是國民中學教師。胞弟林樹吉曾參選雲林縣臺西鄉鄉長未當選，涉嫌媒介賭客參加股票指數期貨（期指）簽賭，2007年間被臺灣雲林地方法院檢察署查獲。表哥廖福本，曾經是立法委員。外甥女廖宜珍，為雲林縣議員，曾聘林樹山擔任其助理。

## 參政
林樹山政壇之路，靠抗爭等社會運動起家。小學教師任內，林樹山就十分關心環境議題，1990年代初期，是「反六輕自救會」的秘書。1992年至1994年間，以土製天線經營非法地下電台，經常批評時政，1995年才獲准合法登記，即濁水溪廣播電台。
1993年間，林樹山宣布投入次年雲林縣議員選舉。是屆選舉，他是雲林縣議會第五選區（臺西鄉、麥寮鄉、四湖鄉、東勢鄉）唯一由民主進步黨推薦的議員候選人。結果並未當選。
1994年，以前雲林縣黨部執行委員身分，投入民主進步黨中央評議委員選舉，當選。在黨內隸屬新潮流系。

### 國大代表
1995年宣布投入雲林縣第二選舉區（海線選區）第3屆國民大會代表選舉，是民主進步黨在該區唯一提名候選人，被中國國民黨視為「頗具威脅」、「有當選實力」的對手。當選後，續於1998年投入雲林縣選舉區立法委員民主進步黨黨內初選，後來退出提名。
此一時期，林樹山兼任民進黨雲林縣黨部主任委員，一度因領導風格強勢，與當地黨員不和。《中華日報》2000年間報導引用當地不具名黨員說法，指林樹山行事「剛愎」，「可以批評人家，無法接受批評」，還在民主進步黨內培養了800餘名「人頭黨員」。
1999年8月，雲林縣縣長蘇文雄任內逝世，政府辦理縣長補選。林樹山登記參加民主進步黨黨內初選。後經協調，退出初選，並支持民進黨推派的西螺鎮鎮長林中禮。2000年登記爭取民進黨推薦參選雲林縣第二選舉區第4屆國民大會代表，成功獲得提名。
參選國代期間，原本在1996年1月20日宣布擬於1996年2月1日辭去教職，專心從政。最後因中央選舉委員會釋示，國民小學教師兼國民大會代表，並未違反法規，但兼任主任（行政職務）的教師則不然。林樹山遂改為宣布辭主任，仍任教師。2000年間，被雲林縣議會議員李建昇、林再添、蔡秋敏、廖信凱、蘇金煌等人在質詢時抨擊，身為麥寮國民小學海豐分校教師的林樹山，同時還擔任國民大會代表、主持「濁水溪廣播電台」節目，可能怠忽教師職責，不適任教職。雲林縣議會要求林樹山赴議會列席備詢，林樹山堅持拒絕，僅承認從政確實無法專注任教，並於當年6月2日請辭通過。縣議會為此決議要求縣政府將林樹山移送司法院公務員懲戒委員會（今懲戒法院）查處。

### 競選縣長
2001年，登記參加第5屆立法委員雲林縣選舉區民主進步黨黨內提名初選。初選結果，蘇治芬、王麗萍分獲第一、二高票，林樹山位列第三，惟因民調結果對他不利，未獲民進黨提名。林樹山確定參選第5屆立委無望後，改接受民主進步黨徵召，參加2001年雲林縣長選舉。是次選舉，他獲得12.8萬票，並未當選。臺灣媒體《聯合報》分析認為，是由於開展競選活動過慢、黨內派系間未整合，且總統陳水扁與具現任優勢的競爭對手張榮味有私交，不僅放在雲林的輔選心力較少，還主導中央政府給予2005年全國運動會、湖山水庫、中科虎尾園區等重大建設，導致選情難以拉抬。在此困境下，林樹山得票數不低，是其政治生涯一大巔峰。敗選後，身兼縣黨部主委的林樹山主動尋求與張榮味跨越政黨界線合作，且願於卸任主委後受聘為張榮味縣府的縣政顧問。此事被《聯合報》評為臺灣政黨良性競爭互動的示範。

### 立法委員
2004年5月1日，登記參加民進黨雲林縣選舉區第6屆立法委員黨內提名初選。初選結果於6月24日確定，綜合黨員投票、民調後，民進黨提名第一名林國華、第二名林樹山。12月選舉時，順利當選。
林树山担任立法委员期间，公开批评以民进党总统陈水扁为核心的党中央。2006年，陈水扁家庭多起弊案被揭露时，要求将陈水扁停权、开除党籍。党内亲陈水扁人士十分不满。民主进步党中央执行委员会为了避免党员效彷，展开修改公职人员提名条例的工作，原本党内提名看重民调，新版加入「对比式民调」、「党内不满意度」等因素考量，被称为「林树山条款」。与林树山同样隶属新潮流派系的多名立法委员，是党内主要改革派、异议团体，以陈水扁为首的党中央和全代会做出了「解散派系」的决定。林树山本人还与批评陈水扁的其他数名党员被列为「十一寇」（以新潮流系为主），选举提名过程遭到民主进步党中央很大刁难。
在林树山被民进党其他同志斗争期间，《自由時報》、《聯合報》2006年均引述立法委員高志鵬說法，描繪林樹山為中國國民黨籍政治人物廖福本樁腳，在民進黨內栽培「人頭黨員」，僅其故鄉蚊港村一帶就有300餘人。林樹山本人否認有培養人頭黨員。
2006年間，因應泛藍陣營可能提出對內閣的不信任案，立法院將重新選舉產生，民主進步黨辦理立法委員選舉登記，林樹山登記參加山線立法委員選舉。最後不信任案未被提出，登記初選也就不了了之。
2008年立法委員選舉時，林樹山原擬爭取雲林山線選區民主進步黨提名，但在5、6月黨內初選期間不敵有時任縣長蘇治芬支持的雲林縣議員劉建國。林樹山質疑自己初選大敗是民進黨中央為了派系之爭而操作，一度考慮退黨，以無黨籍身分參選。11月，傳出劉建國有意與臺灣團結聯盟候選人尹伶瑛協調，泛綠陣營推派一人參加，集中票源，林樹山為此赴雲林縣選舉委員會領表，公開表示若最終由尹氏出線，自己也將參選，並要求泛綠陣營整合多傾聽基層想法，不應由劉、尹私下協調。
是次選舉，當選人張碩文被判當選無效，於是辦理補選。林樹山與李應元、劉建國等三人參加民進黨內初選，最後仍由劉建國出線，代表民進黨投入選舉。

### 卸任立委後
卸任立法委員後，林樹山在雲林縣斗六市購地當自耕農，在虎尾服務處提供法律諮詢服務，主持電台節目，也投身公益。。這段時期，他並未放棄從政。2009年間，受外甥女、雲林縣議員廖宜珍聘用，擔任其助理。2011年3月又登記參加2012年立法委員選舉雲林山線選區民主進步黨黨內提名，與具有現任優勢的劉建國第三度競爭，經協調後禮讓劉建國，決定退選。同年6月旋表態投入雲林縣斗六市市長補選，但未獲民主進步黨提名，林樹山表示不服，認為是時任縣長蘇治芬支持獲提名人張聰明而刻意阻撓自己。
2014年，獲民主進步黨提名參加雲林縣議會第二選區（斗南鎮、大埤鄉、古坑鄉）議員選舉，未當選。
2017年初，雲林縣縣長李進勇看中林樹山溝通統御能力，及待人處事的穩健，聘任他為雲林縣政府行政處處長，並自3月1日起生效。次年5月，民主進步黨基層黨員，因為黨部提名參加雲林縣虎尾鎮鎮長選舉的候選人林新丁有賄選前科，要求撤換候選人。林樹山發新聞稿聲援，建議林新丁自行宣布退選，且表示「願挺身承擔」。6月間，一度傳出李進勇建議縣黨部徵召林樹山參選虎尾鎮長，林樹山接受訪問時，又回答無意願參選。最後仍由林新丁參選鎮長，惟林新丁未當選。
2018年雲林縣長選舉，李進勇爭取連任失敗，新任縣長張麗善改派他人擔任行政處處長，林樹山卸下職位，加入李進勇「正直辦公室」團隊，為2020年選舉準備。

## 公益
林樹山卸任第6屆立法委員後，致力推動弱勢家庭兒童教育輔導、推廣國樂。2006年立法委員任內，創辦雲林縣孤挺花家庭關懷協會，針對學童提供「夜光天使」課業輔導班、才藝班與國樂班等各式免費課程，服務對象包含虎尾鎮及沿海麥寮鄉、臺西鄉等鄉鎮的貧弱戶子女。
林樹山也提供法律諮詢服務，未擔任公職時，許多農民有地政、法律問題，還是會尋求林樹山的協助。

## 軼聞
- 2004年立法委員選舉（當時採複數選區制），林樹山與另名雲林縣選舉區選出的立法委員許舒博均出身臺西鄉蚊港村，而這個小村落當年投票權人數還不到1,500人。[101]
- 林樹山家鄉雲林有多人與他同名，例如一位同樣出身蚊港的「林樹山」擔任過民進黨全國黨代表、雲林縣黨部評議委員。[102][103]

## 外部連結
- 林樹山委員 （页面存档备份，存于）（立法院網站資料）